# Игнат, Кристиан
Кри́стиан Игна́т (рум. Cristian Ignan; 29 января 2003, Кишинёв) — румынский и молдавский футболист, защитник бухарестского «Рапида».

## Клубная карьера
Кристиан Игнат начал карьеру в Молдове, но в юном возрасте переехал в Румынию, где присоединился к академии бухарестского «Рапида». Уже в 2021 году он дебютировал за основную команду в матче второго дивизиона. После выхода «Рапида» в Лигу I Игнат продолжил выступать за клуб. Дебютировал в высшем дивизионе Румынии 14 декабря 2022 года.
Сезон 2023/24 он провёл на правах аренды в клубе «Миовени», где получил регулярную игровую практику и провёл 25 матчей. После возвращения в «Рапид» летом 2024 года, Игнат стал важной частью обороны команды. В декабре того же года он подписал новый контракт с клубом до 2028 года.

## Карьера в сборной
На юношеском уровне Игнат сначала представлял сборную Молдовы (U‑17), но позже принял решение играть за Румынию. 
В 2023 году дебютировал за молодёжную сборную Румынии.